# 葉桂章
葉桂章（1485年—1527年），字叔晦，號少峨，四川雅州名山縣民籍，江西貴溪縣人，明朝政治人物。

## 生平
由國子生中式正德五年（1510年）庚午科四川鄉試第一名舉人，正德十二年（1517年）丁丑科會試第九十四名，第二甲第三十六名進士。選翰林院庶吉士。歷官翰林院编修，升侍讲。嘉靖六年（1527年）大学士杨廷和被锦衣卫百户王邦奇弹劾，其子杨敦下狱，義子叶桂章被令戴捕至京审讯，行至柏乡，桂章以小刀自刺而死。

## 家族
曾祖葉信孫；祖葉茂；父葉芳，知縣；前母高氏；吳氏。妻彭氏，兄天錫。

## 紀念
江西貴溪縣曾有「解元坊」，為當地解元劉洙、江潮、葉桂章立。